# Bahía Mazaredo
La  bahía Mazaredo también llamada bahía Mazarredo es un cuerpo de agua ubicado en el extremo sur del Golfo San Jorge, en la costa norte de la Provincia de Santa Cruz al sur de Argentina. Se encuentra aproximadamente entre Punta Casamayor al noroeste y Punta Nava y Bahía Sanguineto al este.

## Toponimia
El nombre de esta bahía fue dado en el año 1789 en el marco de la expedición cartográfica organizada por la Corona española, a cargo de Alejandro Malaspina, en la cual le dieron el nombre en honor a José de Mazarredo Salazar Muñatones y Gortázar (Bilbao, 8 de marzo de 1745 – Madrid, 29 de julio de 1812), un marino y militar español, teniente general de la Real Armada. Posteriormente el nombre cambiaría de Mazarredo a Mazaredo.

## Geomorfología y geología
La costa de la bahía es acantilada, el cual adquiere en algunos sectores alturas superiores a 140 metros sobre el nivel del mar, constituyendo una terraza marina pleistocénica con cordones marinos de cantos rodados y fósiles.

## Otros datos
En las cercanías, a 5 km hacia el interior, se ubicaba el antiguo pueblo de Mazaredo, el cual fue creado en el marco del tendido de la línea telegráfica que unía General Conesa (Provincia de Río Negro) con Cabo Vírgenes (Santa Cruz) entre los años 1899 y 1903. Sin embargo, a las pocas décadas el pueblo fue abandonado.
En el año 1928 se realizaron tareas hidrográficas en Bahía Mazaredo, estas estuvieron hechas por el personal del Transporte 1.º de Mayo bajo el comando del Teniente de Navío Pedro Luisioni.